# ジョージ・グラント・エルムスリー

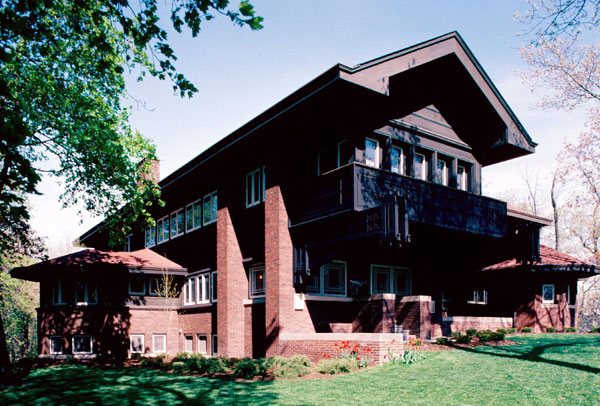
ウィスコンシン州マディソンにあるハロルド・C・ブラッドレー邸。ルイス・サリヴァンとエルムスリーの共同設計、1908年 - 1910年。

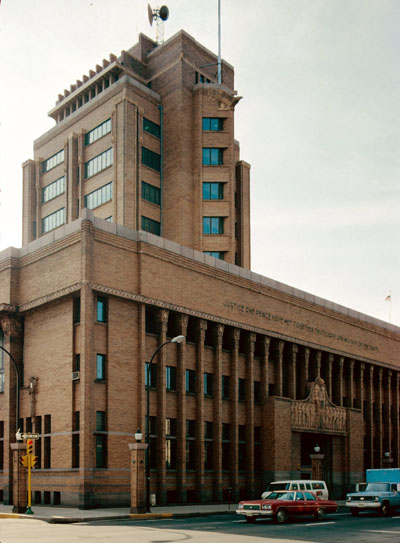
アイオワ州ウッドベリー郡スーシティにある郡裁判所。William L. Steele, Purcell & Elmslie 共同設計、1916年

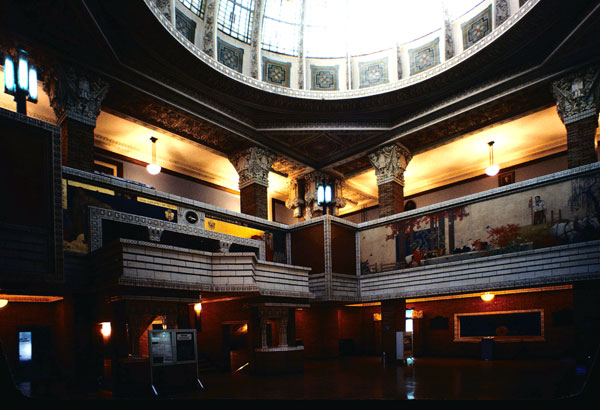
ウッドベリー郡裁判所の内部

ジョージ・グラント・エルムスリー（George Grant Elmslie, 1869年2月20日 – 1952年4月23日) は、スコットランド生まれのアメリカ合衆国の建築家。プレーリー派(Prairie School) に属し、手がけた作品は大部分がアメリカ合衆国中西部に建設された。初期にはルイス・サリヴァンの下で働き、後にはウィリアム・グレイ・パーセル(William Gray Purcell)と共同で活動した。

## 経歴
エルムスリーは、スコットランドのアバディーンシャイア州ハントリー(Huntly)近郊の農場で生まれた。実際には1869年生まれだが、生前は1971年生まれであると自称し続け、ごく少数の身近な人々は別として、生涯にわたって本当の生まれ年を秘密にしていた。おそらくこれは、エルムスリーが1885年に、シカゴに住んでいた父親ジョン・エルムスリーと一緒に生活するため、生まれ故郷のスコットランドからアメリカ合衆国へ移民した際の資格に、問題があったためと思われる。もし、本当の生まれ年が漏れていたら、エルムスリー少年は未成年の扶養家族としてのアメリカ合衆国への入国が認められなかったことであろう。
ウィリアム・ル・バロン・ジェニーの下で見習い修行をした後、1887年にジョセフ・ライマン・シルスビーの事務所に入り、1889年にルイス・サリヴァンの事務所に移った。シルスビーやサライヴァンの事務所では、フランク・ロイド・ライトとも多くの接点を持った。エルムスリーはサリヴァンの下で、百貨店建築の装飾などに手腕を発揮した。
1909年に、エルムスリーはサリヴァンから独立し、ミネソタ州ミネアポリスで、ウィリアム・グレイ・パーセルらの共同事務所に参加した。この頃以降にエルムスリーが関わった建築は、Purcell & Elmslie 名義で広く知られているが、厳密には時期により3種類の共同名義が用いられていた。まず、1907年にミネソタ州ミネアポリスで、パーセルが、コーネル大学建築学校の同級生であったジョージ・フェイック・ジュニア (George Feick, Jr.) との共同事務所 Purcell & Feick を開設した。エルムスリーとパーセルは、1903年にパーセルが、ルイス・サリヴァン事務所で短期間だけ働いたとき以来の友人であり、パーセルとフェイックの仕事にエルムスリーは非公式な形で影響を与えていた。1909年に、エルムスリーは正式にミネアポリスの事務所に参加し、事務所は1910年に Purcell, Feick, & Elmslie と改称した。その後、1912年にフェイックが共同経営から離れ、Purcell & Elmslie となり、最終的に共同経営が解消された1921年まで、この名称が用いられた。
途中で名義は変遷したが、共同経営で運営されていた時期を通して、パーセルとエルムスリーの事務所は、プレーリー派の建築家たちの中でも最も多くの依頼を受ける設計事務所のひとつであり、フランク・ロイド・ライトに次ぐ人気があった。建築そのもののほか、家具やステンドグラスなどの内装も手がけ、その「先進的」意匠が評価された。パーセルとの共同経営を解消した後、エルムスリーは、あるいは単独で、あるいはその時々に様々な建築家と共同で事業に取り組み、1920年代から1930年代にかけて、銀行、鉄道駅、商業施設、公共建築、学校などを設計した。そうした共同事業のパートナーとなったのは、Lawrence A. Fournier、William S. Hutton、Hermann V. von Holst、William Eugene Drummondといった建築家たちであった。
1947年、エルムスリーはアメリカ建築家協会(American Institute of Architects) の Fellow に選出された。
エルムスリーは、1952年に死去し、シカゴのグレースランド墓地(Graceland Cemetery)に葬られた。